# Theemin
Theemin ist der Eigenname des Sterns υ2 Eridani (Ypsilon2 Eridani) im Sternbild Fluss Eridanus. 
Theemin gehört der Spektralklasse G8+ III an und besitzt eine scheinbare Helligkeit von +3,9m. Theemin ist 200 Lichtjahre von der Erde entfernt.